# Binta Bello
Binta Bello là một cựu giáo viên của lớp, ủy viên nhà nước, và Phó roi thiểu số hiện tại ở Hạ viện Nigeria. Bello đại diện cho Quốc hội liên bang Kaltungo/Shongom của Nhà nước Gombe. Cô là người phụ nữ duy nhất trong ban lãnh đạo của Nhà.

## Cuộc sống ban đầu và giáo dục
Bello được sinh ra ở Igbuzo, bang Delta, có cha là sĩ quan quân đội. Bà đã di chuyển khắp đất nước trước khi trở về Nhà nước Gombe bản địa của mình.
Bà đã nhận được chứng chỉ cấp II từ WTC Bajoga, bang Gombe năm 1988, bằng Cao đẳng Quản trị Công tại Đại học Jos năm 1995, và bằng B.Sc. Quản trị công tại Đại học Maiduguri năm 2010 

## Sự nghiệp
Bello làm việc với tư cách là Ủy viên phụ trách các vấn đề phụ nữ ở bang Gombe từ năm 2007 đến năm 2010  Sau đó, bà đã tranh cử với tư cách là Đại diện cho Hiệp hội Liên bang Kaltungo/Shongom trên nền tảng của PDP mà bà đã giành được. năm 2019, bà thua cuộc bầu cử vào APC. Đảng Amos Bulus APC có 80.549 và PDP có 63.312 . Năm 2017, bà trao quyền cho 640 phụ nữ trong các kỹ năng mới.